# Lars-Gullin-Preis
Der Lars-Gullin-Preis (auch Lars Gullin-priset) ist ein schwedischer Musikpreis, der seit 1997 jährlich vergeben wird. Der Preis wird an einen Musiker, Komponisten oder Arrangeur verliehen, der im Geiste des Jazzmusikers Lars Gullin arbeitet. 

## Preisvergabe
Der Preis wurde von der Lars-Gullin-Gesellschaft gemeinsam mit der Bezirksverwaltung bzw. dem Kultur- und Freizeitausschuss auf Gotland und der Zeitschrift Orkesterjournalen gestiftet. Vorschläge für Preisträger, die beim Orkesterjournalen oder der Gesellschaft eingereicht werden, bilden die Grundlage für die Entscheidungen des Vorstandes der Gesellschaft. 
Der Preis besteht aus einem Reisestipendium in Höhe von 20.000 Skr, das von der Laila- und Charles-Gavatin-Stiftung finanziert wird und einer von der Region Gotland finanzierten Statue, die die gotländische Künstlerin Stina Lindholm gestaltete. Der Preisträger wird bei Konzerten in der Kirche von Sanda auf Gotland und im Jazzclub Munkkällaren in Visby gewürdigt, bei denen zunächst die Statue und in Visby das Stipendium überreicht wird.

## Preisträger
- 1997 – Lars Sjösten
- 1998 – Peter Gullin
- 1999 – Gunnar Bergsten
- 2000 – Jan Allan
- 2001 – Seppo Paakunainen
- 2002 – Gunnel Mauritzson
- 2003 – Nils Lindberg
- 2004 – Bernt Rosengren
- 2005 – Georg Riedel
- 2006 – Fredrik Norén
- 2007 – Gunnar Eriksson
- 2008 – Lennart Åberg
- 2009 – Rune Gustafsson
- 2010 – Bengt Hallberg
- 2011 – Bosse Broberg
- 2012 – Stefan Forssén
- 2013 – Elin Larsson
- 2014 – Lina Nyberg
- 2015 – Andreas Pettersson
- 2016 – Jonas Kullhammar
- 2017 – Roland Keijser
- 2018 – Magnus Lindgren
- 2019 – Ann-Sofi Söderqvist